# جان کروپر
جان کروپر (انگلیسی: John Cropper؛ ۱۷۹۷ – ۱۸۷۶) یک بشردوست و تاجر اهل بریتانیا بود.
او به عنوان «سخاوتمندترین مرد در لیورپول» شناخته می‌شد.

## کسب و کار و بشردوستی
کروپر به خاطر ثروت و همچنین سخاوتمند بودن مشهور بود.

## زندگی
جان کروپر از جیمز و مری کرتپر در سال ۱۷۹۷ متولد شد. او با آن ویکفیلد ازدواج کرد و آنها ده فرزند داشتند.

### فرزندان
مری (۱۸۲۱–۱۸۸۵) با جان سول هوزون ازدواج کرد؛ جیمز (۱۸۲۳–۱۹۰۰) شرکت تولیدی کاغذ را تأسیس کرد که در نهایت در سال ۱۸۴۵ به جیمز کراپر پلاس تبدیل شد و نماینده لیبرال کنال بود. سارا (۱۸۹۰–۱۸۲۴)؛ آن (متولد ۱۸۲۵)؛ جان ویکفیلد (۱۸۲۸–۱۸۲۹)؛ جان ویکفیلد (۱۸۳۰–۱۸۹۲)؛ ایزابلا (۱۸۳۱–۱۸۳۱)؛ ادوارد ویلیام (متولد ۱۸۳۳)؛ ایزابلا الیزا (متولد ۱۸۳۵)؛ مارگارت (متولد ۱۸۳۶).